# Bolbogonium bicornutum
Bolbogonium bicornutum är en skalbaggsart som beskrevs av Jan Krikken 1977. Bolbogonium bicornutum ingår i släktet Bolbogonium och familjen Bolboceratidae. Inga underarter finns listade.